# La gloria de Lucho
La gloria de Lucho é uma telenovela colombiana produzida pela Sony Pictures Television e Teleset. É exibida pelo Caracol Televisión entre 11 de fevereiro e 7 de junho de 2019.

## Enredo
A história da vida real de Luis Eduardo Diaz, um controverso bootblack, que passou de não ter nada para ter tudo, depois de ganhar as eleições para uma importante posição política em sua cidade.

## Elenco
- Enrique Carriazo como Luis Eduardo «Lucho» Díaz Chaparro
- Verónica Orozco como Gloria Vargas de Díaz
- Juliana Velásquez como Leidy Díaz Vargas
- Laura Torres como Marcela Díaz Vargas
- Carlos Camacho como Rubén Alfonso Murcia
- Luis Eduardo Arango como Everardo Porras
- Andrea Guzmán como Graciela Blanco
- Edgardo Román como Gonzalo Díaz
- Natalia Giraldo como Rosalba Vargas
- Constanza Gutiérrez como Doña Zenaida
- Alejandra Lara como Nena Quintero
- Carolina Vivas como Mireya de Díaz Gaitán
- Margarita Reyes como Milena «La Guari»
- Karen Sierra González como Doris
- Juan Carlos Messier como Victor Prieto
- Kathy Sáenz como Patricia Valencia
- Santiago Gómez como Wilson Prieto
- Gabriel Piñeres como Lucho Díaz (criança)
- Andrés Castañeda como Lucho Díaz (jovem)
- Isabella Sierra como Gloria Vargas (criança)
- Katherine Escobar Farfán como Gloria Vargas (jovem)
- María Irene Toro como Mireya de Díaz Gaitán (adulta)
- Catherine Mira como Rosalba Vargas (adulta)
- Erick Rodríguez como Rubén Murcia (jovem)
- Morris Bravo como Arnoldo Suárez
- Alden Rojas como Gonzalo Díaz (adulto)
- Paola Benjumea como Zenaida Blanco (adulta)
- María Camila Porras como Milena «La Guari» (jovem)
- Andrés Felipe Torres como Fredy Velandia
- David Guerrero como Concejal Triviño
- Liliana Escobar Noriega como Yolanda
- Daniel Rengifo como Brayan
- Oscar Salazar como Hector
- Orlando Valenzuela como "Pote" Gómez
- ‘Kiko’ Rubiano como Bonilla
- Pedro Mogollón como Ernesto Salazar
- Felipe Arcila como José
- Walter Luengas como Doctor Faldiño